# 克里斯蒂·马克拉奇斯
克里斯蒂·马克拉奇斯（1958年3月11日—2022年11月14日）是一位美国科学史学家，毕业于哈佛大学，后任职于佐治亚理工学院，专攻间谍史，主要作品有《囚徒、情人与间谍：古今隐形墨水的故事》（Prisoners, Lovers, and Spies: The Story of Invisible Ink from Herodotus to al-Qaeda）等。